# Гомес Рестрепо, Джон
Джон Го́мес Рестре́по (исп. John Gómez Restrepo; 27 октября 1917, Сиснерос, Антьокия, Колумбия — 15 марта 2014, Медельин, Колумбия) — колумбийский бизнесмен и предприниматель, посол Колумбии в СССР в 1985–1989 годах.

## Биография
Родился в 1917 году на севере Колумбии в небогатой семье, был вынужден подрабатывать с 5 лет и постоянно работать с 12-ти.
Окончил Университет Антьокии в г. Медельин, университет Экстернадо (Богота) и Высший Технический колледж Линдси Хопкинс в Майами (США) (в 1965 году).
Работал помощником адвоката, затем занялся бизнесом в области торговли бытовыми товарами.
В 1938 году основал компанию Uribe Gómez & Cía, ставшую со временем крупнейшим импортёром Колумбии, которая стала первой из 35 основанных им промышленных и торговых компаний Колумбии. Основанная им несколько позже компания Cartón de Colombia (ныне Smurfit Kappa) с тех пор является основным поставщиком картона и упаковки в стране.
В 1956—1958 годах — депутат ассамблеи департамента Антьокия.
В 1964—1968 годах — член городского совета г. Медельин.
В 1967—1968 годах — член палаты представителей Национального конгресса Колумбии.
В 1970—1974 годах — сенатор.
В 1978—1985 годах — вновь член палаты представителей, работал в составе комиссии конгресса по экономическим вопросам.
В 1984—1985 годах — исполняющий обязанности губернатора. Личный приятель президента страны Б. Бетанкура.
С августа 1985 по 1989 год — посол Колумбии в СССР, в 1997—1998 — посол в Швейцарии.
Основанная им в 1958 году корпорация Grupo Familia является одной из ведущих промышленных и торговых компаний в стране, производящей широкий спектр товаров от обуви и осветительных приборов до товаров медицинского назначения и химикатов.
Был известен также как импресарио и филантроп, «человек, который воплощал дух колумбийского предпринимателя».
Умер в возрасте 96 лет от сердечной недостаточности.